# Urby Emanuelson
Urby Emanuelson (Ámsterdam, Países Bajos, 16 de junio de 1986) es un exfutbolista neerlandés que jugaba de centrocampista y su último club fue el FC Utrecht. Actualmente es asistente técnico de John Heitinga en el Ajax de Ámsterdam de la Eredivisie.

## Biografía
Su padre Errol Emanuelson es un exfutbolista profesional que jugó para SV Robinhood en Surinam y Sint-Niklaas en Bélgica antes de establecerse en Ámsterdam. Es primo del también futbolista Jean-Paul Boëtius, juega en el Maguncia 05.

## Trayectoria

### Ajax
En 2004 pasó al primer equipo y debutó de manera oficial en la Eredivisie. Su debut ocurrió el 10 de abril de 2005 en el partido ganado por 4-2 contra el AZ Alkmaar. En 2005 se convierte en titular, siendo el lateral izquierdo que gana la Copa de los Países Bajos y la Supercopa.
En 2006, gana el trofeo de talento del año en Ámsterdam.

### AC Milan
El 23 de enero de 2011 fue transferido al AC Milan. Sus apariciones fueron pocas en la temporada 2011-12, marcando un gol en la semifinal de la Copa de Italia. Ayudó a su equipo a ganar la liga de ese año y la Supercopa de Italia. El siguiente año tuvo más participación, con su primer gol ante el Cesena, en condición de visitante y contra el Parma, luciéndose en una jugada donde regateó a tres jugadores.

### Fulham
Durante la temporada 2012-2013, Emanuelson fue cedido al Fulham FC el 31 de enero de 2013. Debutó el 2 de febrero ante el Manchester United.

### AS Roma
Luego de una gris temporada con el AC Milan, fichó por el AS Roma con quien jugará la Liga de Campeones luciendo el dorsal 82.

### Atalanta
El 30 de enero de 2015 fue transferido al Atalanta.

### Hellas Verona
El 29 de diciembre de 2015 se confirma su fichaje por el Hellas Verona.

### Sheffield Wednesday
Tras terminar su vínculo con el Verona firmó contrato con el Sheffield Wednesday el 6 de septiembre de 2016.

### FC Utrecht
En el verano del 2017 vuelve a los Países Bajos para jugar con el Football Club Utrecht por una temporada.

## Selección nacional

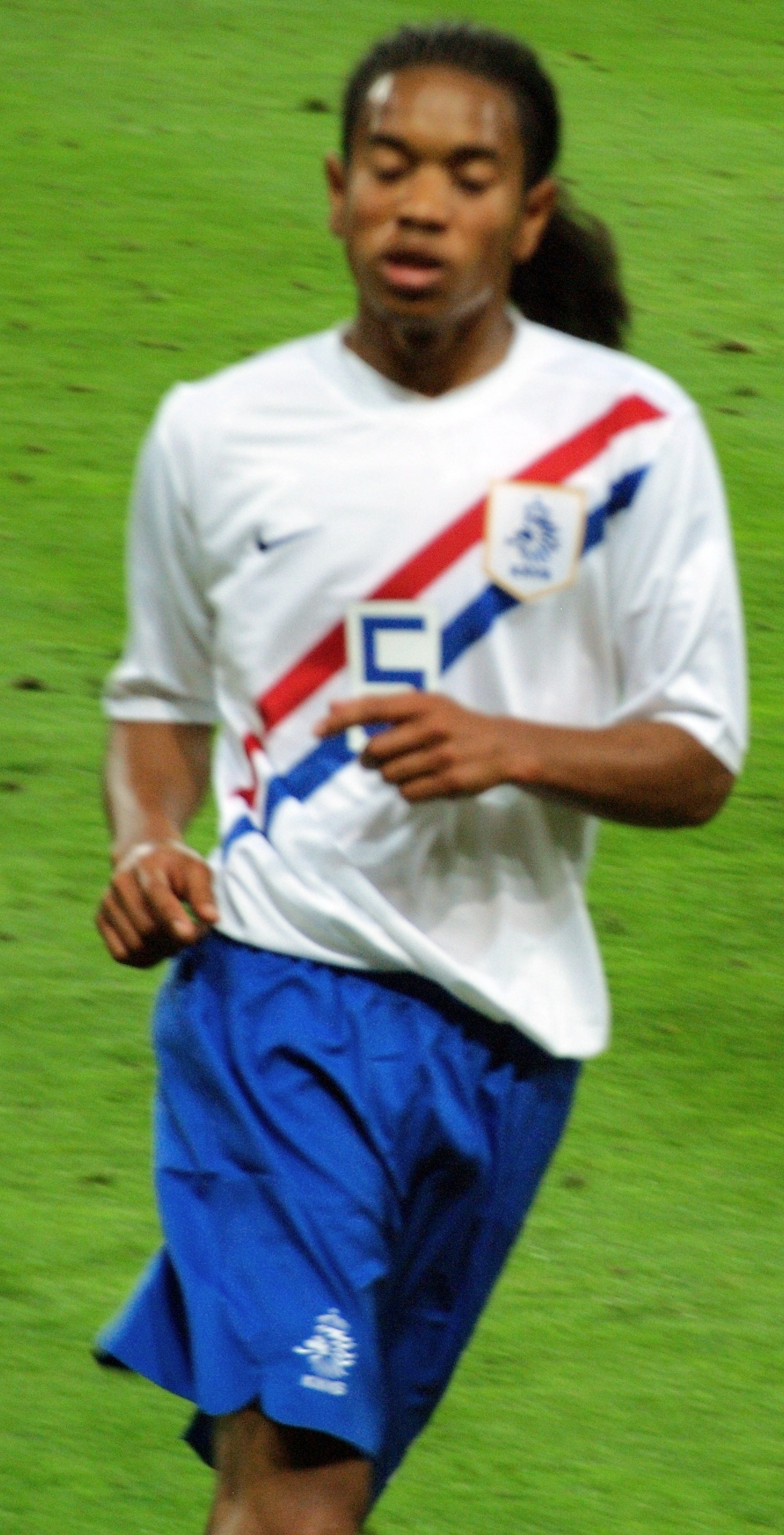
Con la selección nacional en 2007.

Ha sido internacional con la Selección de fútbol de los Países Bajos, jugando 6 partidos internacionales. Llamado a ser uno de los grandes laterales (aunque podía jugar de volante y centrocampista defensivo) del fútbol neerlandés, ya que poseía una tremenda velocidad y una buena capacidad de desborde.

### Participaciones en Juegos Olímpicos
| Juegos Olímpicos               | Año  | Sede  | Resultado        |
| ------------------------------ | ---- | ----- | ---------------- |
| Juegos Olímpicos de Pekín 2008 | 2008 | Pekín | Cuartos de final |

### Participaciones en Copas del Mundo
| Mundial                                | Sede         | Resultado        |
| -------------------------------------- | ------------ | ---------------- |
| Copa Mundial de Fútbol Juvenil de 2005 | Países Bajos | Cuartos de final |

## Clubes
| Club                | País         | Año       |
| ------------------- | ------------ | --------- |
| Ajax Ámsterdam      | Países Bajos | 2004-2010 |
| AC Milan            | Italia       | 2011-2013 |
| Fulham FC           | Inglaterra   | 2013      |
| AC Milan            | Italia       | 2013-2014 |
| AS Roma             | Italia       | 2014-2015 |
| Atalanta            | Italia       | 2015      |
| Hellas Verona       | Italia       | 2015-2016 |
| Sheffield Wednesday | Inglaterra   | 2016-2017 |
| FC Utrecht          | Países Bajos | 2017-2022 |

## Palmarés
| Título                        | Equipo         | País         | Año  |
| ----------------------------- | -------------- | ------------ | ---- |
| Supercopa de los Países Bajos | Ajax Ámsterdam | Países Bajos | 2005 |
| Copa de los Países Bajos      | Ajax Ámsterdam | Países Bajos | 2006 |
| Supercopa de los Países Bajos | Ajax Ámsterdam | Países Bajos | 2006 |
| Copa de los Países Bajos      | Ajax Ámsterdam | Países Bajos | 2007 |
| Copa de los Países Bajos      | Ajax Ámsterdam | Países Bajos | 2010 |
| Serie A                       | AC Milan       | Italia       | 2011 |
| Supercopa Italia              | AC Milan       | Italia       | 2011 |